# Jean Simon Bonnemain
Jean-Simon Bonnemain est né en 1743 dans une famille de tapissiers parisiens. Il habite à Nanterre, rue des Venêts, en 1786. En 1783, par lettre patente du roi, il est reconnu en tant qu’inventeur d’une machine nommée régulateur du feu, applicable aux fourneaux et à tous les appareils du feu, pour établir un degré constant de chaleur. En 1823 et en 1827, il participe aux expositions industrielles et reçoit une médaille d’argent pour son régulateur du feu et sa couveuse artificielle. La Société d’encouragement pour l’industrie nationale lui décerne également une médaille d’argent pour les applications de ses découvertes qu’il a poursuivies, avec persévérance et désintéressement. Elle lui reconnaît de multiples inventions, parmi lesquelles elle mentionne un appareil destiné à chauffer plusieurs chambres, au moyen d’un seul foyer muni d’un régulateur du feu, c’est-à-dire l’invention du chauffage central et du thermosiphon.